# Associazione Calcio Trento 1991-1992
Questa pagina raccoglie le informazioni riguardanti l'Associazione Calcio Trento nelle competizioni ufficiali della stagione 1991-1992.

## Rosa
| N. |                   | Ruolo | Calciatore                |
| -- | ----------------- | ----- | ------------------------- |
|    | Italia (bandiera) | A     | Gabriele Albasini         |
|    | Italia (bandiera) | A     | Santo Ardizzone           |
|    | Italia (bandiera) |       | Baldassarri               |
|    | Italia (bandiera) | A     | Gianluca Baldini          |
|    | Italia (bandiera) | A     | Davide Belletti           |
|    | Italia (bandiera) | D     | Marino D'Aloisio          |
|    | Italia (bandiera) | D     | Andrea Gaetano De Angelis |
|    | Italia (bandiera) | D     | Silvio De Bardi           |
|    | Italia (bandiera) | C     | Gianni Lecci              |
|    | Italia (bandiera) | D     | Alberto Mantelli          |
|    | Italia (bandiera) | D     | Carlo Marchetto           |
|    | Italia (bandiera) | C     | Gianni Migliorini         |

| N. |                   | Ruolo | Calciatore           |
| -- | ----------------- | ----- | -------------------- |
|    | Italia (bandiera) | C     | Andrea Minozzi       |
|    | Italia (bandiera) |       | Nannincini           |
|    | Italia (bandiera) | C     | Cristian Pallanch    |
|    | Italia (bandiera) | D     | Simone Pasinato      |
|    | Italia (bandiera) | D     | Raul Ragnacci        |
|    | Italia (bandiera) |       | Sanguedolce          |
|    | Italia (bandiera) | C     | Dario Sanguin        |
|    | Italia (bandiera) | C     | Massimiliano Spocchi |
|    | Italia (bandiera) | P     | Francesco Toldo      |
|    | Italia (bandiera) | D     | Stefano Valenti      |
|    | Italia (bandiera) | D     | Roberto Vivarelli    |

## Risultati

### Campionato

#### Girone di andata
| 8 settembre 1991 1ª giornata | Trento | 2 – 0 | Centese |  |

| 15 settembre 1991 2ª giornata | Olbia | 0 – 0 | Trento |  |

| 22 settembre 1991 3ª giornata | Trento | 1 – 0 | Pergocrema |  |

| 29 settembre 1991 4ª giornata | Cuneo | 0 – 0 | Trento |  |

| 6 ottobre 1991 5ª giornata | Trento | 1 – 0 | Legnano |  |

| 13 ottobre 1991 6ª giornata | Virescit Bergamo | 3 – 0 | Trento |  |

| 20 ottobre 1991 7ª giornata | Trento | 3 – 0 | Valdagno |  |

| 27 ottobre 1991 8ª giornata | Solbiatese | 0 – 0 | Trento |  |

| 10 novembre 1991 9ª giornata | Trento | 2 – 0 | Novara |  |

| 17 novembre 1991 10ª giornata | Ospitaletto | 1 – 1 | Trento |  |

| 24 novembre 1991 11ª giornata | Trento | 1 – 0 | Aosta |  |

| 1º dicembre 1992 12ª giornata | Leffe | 1 – 0 | Trento |  |

| 8 dicembre 1991 13ª giornata | Trento | 1 – 1 | Lecco |  |

| 15 dicembre 1991 14ª giornata | Ravenna | 1 – 1 | Trento |  |

| 22 dicembre 1991 15ª giornata | Trento | 0 – 0 | Suzzara |  |

| 5 gennaio 1992 16ª giornata | Varese | 3 – 0 | Trento |  |

| 12 gennaio 1992 17ª giornata | Tempio | 1 – 0 | Trento |  |

| 19 gennaio 1992 18ª giornata | Trento | 1 – 0 | Fiorenzuola |  |

| 26 gennaio 1992 19ª giornata | Mantova | 0 – 1 | Trento |  |

#### Girone di ritorno
| 9 febbraio 1992 20ª giornata | Centese | 1 – 0 | Trento |  |

| 16 febbraio 1992 21ª giornata | Trento | 0 – 0 | Olbia |  |

| 23 febbraio 1992 22ª giornata | Pergocrema | 3 – 1 | Trento |  |

| 1º marzo 1992 23ª giornata | Trento | 0 – 0 | Cuneo |  |

| 8 marzo 1992 24ª giornata | Legnano | 1 – 2 | Trento |  |

| 15 marzo 1992 25ª giornata | Trento | 0 – 1 | Virescit Bergamo |  |

| 22 marzo 1992 26ª giornata | Valdagno | 1 – 1 | Trento |  |

| 29 marzo 1992 27ª giornata | Trento | 1 – 1 | Solbiatese |  |

| 5 aprile 1992 28ª giornata | Novara | 0 – 0 | Trento |  |

| 12 aprile 1992 29ª giornata | Trento | 2 – 0 | Ospitaletto |  |

| 26 aprile 1992 30ª giornata | Aosta | 0 – 0 | Trento |  |

| 3 maggio 1992 31ª giornata | Trento | 1 – 0 | Leffe |  |

| 10 maggio 1992 32ª giornata | Lecco | 1 – 0 | Trento |  |

| 17 maggio 1992 33ª giornata | Trento | 0 – 0 | Ravenna |  |

| 24 maggio 1992 34ª giornata | Suzzara | 1 – 0 | Trento |  |

| 31 maggio 1992 35ª giornata | Trento | 0 – 0 | Varese |  |

| 7 giugno 1992 36ª giornata | Trento | 3 – 0 | Tempio |  |

| 14 giugno 1992 37ª giornata | Fiorenzuola | 2 – 0 | Trento |  |

| 21 giugno 1992 38ª giornata | Trento | 1 – 1 | Mantova |  |